# Kauhajoki
Kauhajoki (='scheplepelrivier') is een gemeente en stad in de Finse provincie West-Finland en in de Finse regio Zuid-Österbotten. De gemeente heeft een landoppervlakte van 1.298,99 km² en telt 12.750 inwoners (2022).
In verband met de Winteroorlog werd het Finse parlement geëvacueerd uit Helsinki en kwam tussen 1 december 1939 en 12 februari 1940 bijeen in Kauhajoki. Het toen gebruikte gebouw is nu een school, alleen de vergaderzaal is in de originele staat behouden gebleven en is te bezichtigen.
Op 23 september 2008 richtte een 22-jarige Fin een bloedbad aan op een plaatselijke school: hij schoot 10 mensen dood, stichtte brand en schoot zichzelf vervolgens in het hoofd. Hij stierf enkele uren later in een ziekenhuis van Tampere.

## Plaatsen in de gemeente
Naast de gelijknamige hoofdplaats Kauhajoki omvat de gemeente de volgende kernen (dorpen):
| - Äijönkylä - Aronkylä - Filppula - Harjankylä - Hangaskylä - Hyyppä - Ikkeläjärvi | - Kainasto - Kauhajärvi - Käyränkylä - Keturinkylä - Kokonkylä - Korpikylä - Koskenkylä | - Kuutinkylä - Luomankylä - Lustila - Möykkykylä - Muurahainen - Nirvankylä - Nummijärvi | - Nummikoski - Päntäne - Piipari - Pukkila - Puskankylä - Sahankylä - Uuronkylä |

## Geboren in Kauhajoki
- Jorma Panula (1930), dirigent, componist en muziekpedagoog